# Tetrathemis camerunensis
Tetrathemis camerunensis é uma espécie de libelinha da família Libellulidae.
Pode ser encontrada nos seguintes países: Benin, Camarões, República Centro-Africana, República Democrática do Congo, Costa do Marfim, Guiné Equatorial, Gabão, Gâmbia, Gana, Guiné, Libéria, Nigéria, Togo e Uganda.
Os seus habitats naturais são: florestas subtropicais ou tropicais húmidas de baixa altitude e áreas húmidas dominadas por vegetação arbustiva.